# Papiermuseum in Duszniki-Zdrój

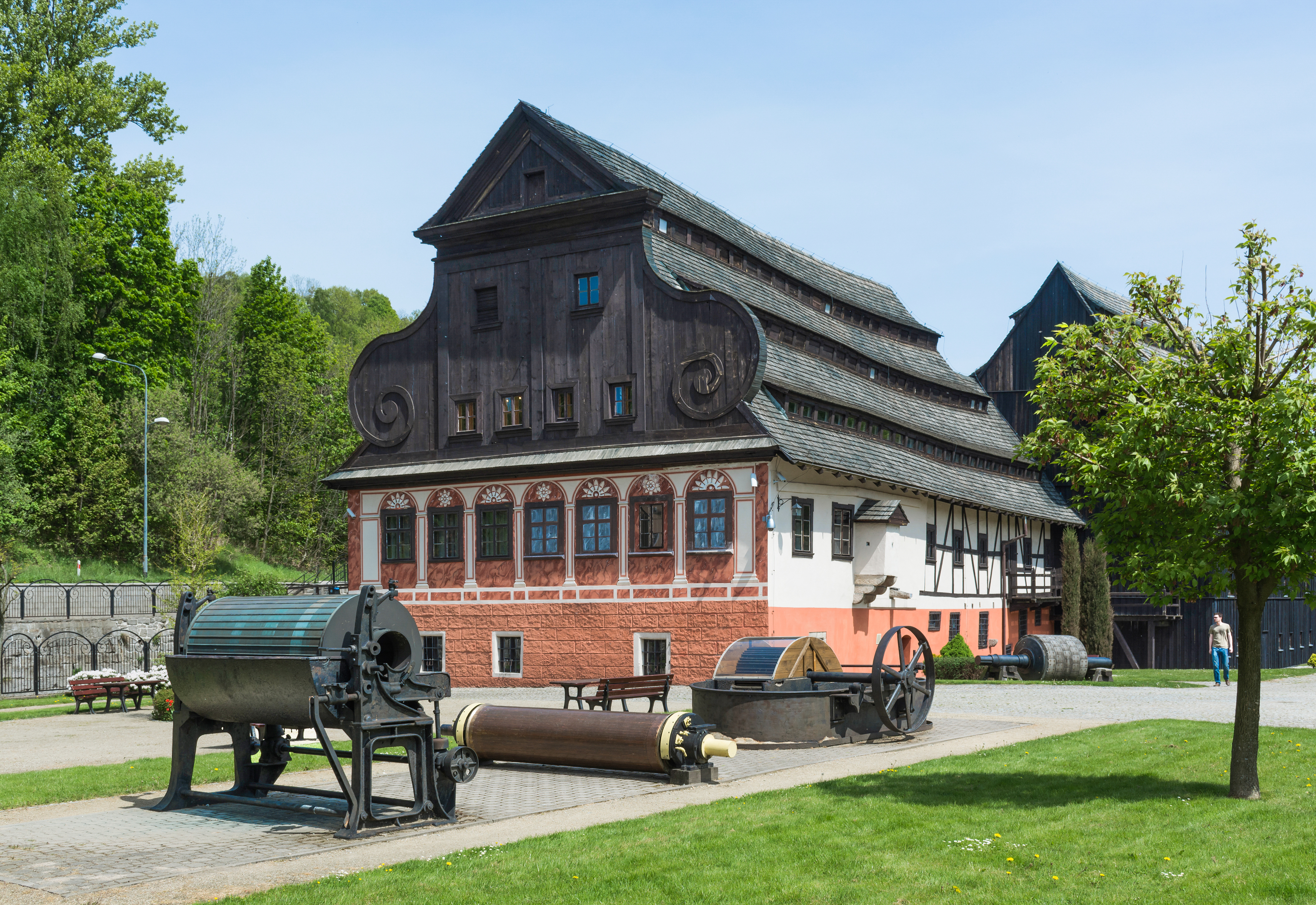
Gebäude der Papiermühle

Das Museum der Papierherstellung in Duszniki-Zdrój (Muzeum Papiernictwa) wurde 1968 durch die Woiwodschaft Niederschlesien in Duszniki-Zdrój (Bad Reinerz) in Polen gegründet. Es befindet sich in einer ehemaligen Papiermühle aus dem 16. Jahrhundert und liegt an der Reinerzer Weistritz (polnisch Bystrzyca Dusznicka). Das Museum ist ein bedeutendes Zentrum der Forschung zur Geschichte der Papierherstellung. Es veranstaltet Ausstellungen über die Geschichte des Papiers.

## Geschichte der Papiermühle
Die Tradition des Papierschöpfens in Reinerz reicht bis in das 16. Jahrhundert zurück. Die Papiermühle wurde 1562 erstmals schriftlich erwähnt, als sie der damalige Besitzer Ambrosius Tepper dem aus Sachsen stammenden Papierfabrikanten Nikolaus Kretschmer verkaufte. Die erste Papiermühle wurde durch das Hochwasser des Jahres 1601 zerstört. Nachfolgend wurde sie neu errichtet und das Papierschöpfen 1605 wieder aufgenommen. Sie war berühmt für die Herstellung von milbenfreiem Büttenpapier, das u. a. für die Urkunden des Heiligen Römischen Reiches verwendet wurde. Der Gründer Georg (Gregorius) Kretschmer wurde von Kaiser Rudolf II. in seiner Eigenschaft als König von Böhmen mit dem Zusatz „von Schenkendorf“ geadelt. 1706 verkauften seine Nachkommen die Mühle an die böhmische Familie Heller. Seit 1822 war sie im Besitz der Familie Wiehr. 1937 wurde die Produktion eingestellt. Der letzte Eigentümer der Papiermühle überließ das Anwesen 1939 der Stadt Reinerz mit der Absicht, sie werde in den Gebäuden ein regionales Technikmuseum einrichten. Dazu kam es wegen des Ausbruchs des Zweiten Weltkriegs nicht mehr.

### Gebäude
Das Gebäude der Papiermühle aus dem 16. Jahrhundert stellt eines der wertvollsten industriellen Architekturdenkmäler Europas dar. Es besteht aus zwei längs der Weistritz errichteten Gebäuden, die miteinander verbunden wurden. Die eigentliche Mühle ist im unteren Teil gemauert und besteht im oberen Teil aus Fachwerk. Der barocke Volutengiebel an der Westseite ist aus Holz. Das charakteristische Satteldach ist mit Schindeln gedeckt. Die ornamentale Bemalung der Decken und Wände im Inneren stammt aus dem 18. Jahrhundert. Sie wurde 1971–1975 freigelegt und in der originalen Polychromie wieder hergestellt. Das daneben liegende Trockengebäude besteht aus einer verschalten Holzkonstruktion. Der Eingangspavillon wurde 1709 errichtet und durch einen Steg mit dem Mühlengebäude verbunden.

## Museum der Papierherstellung

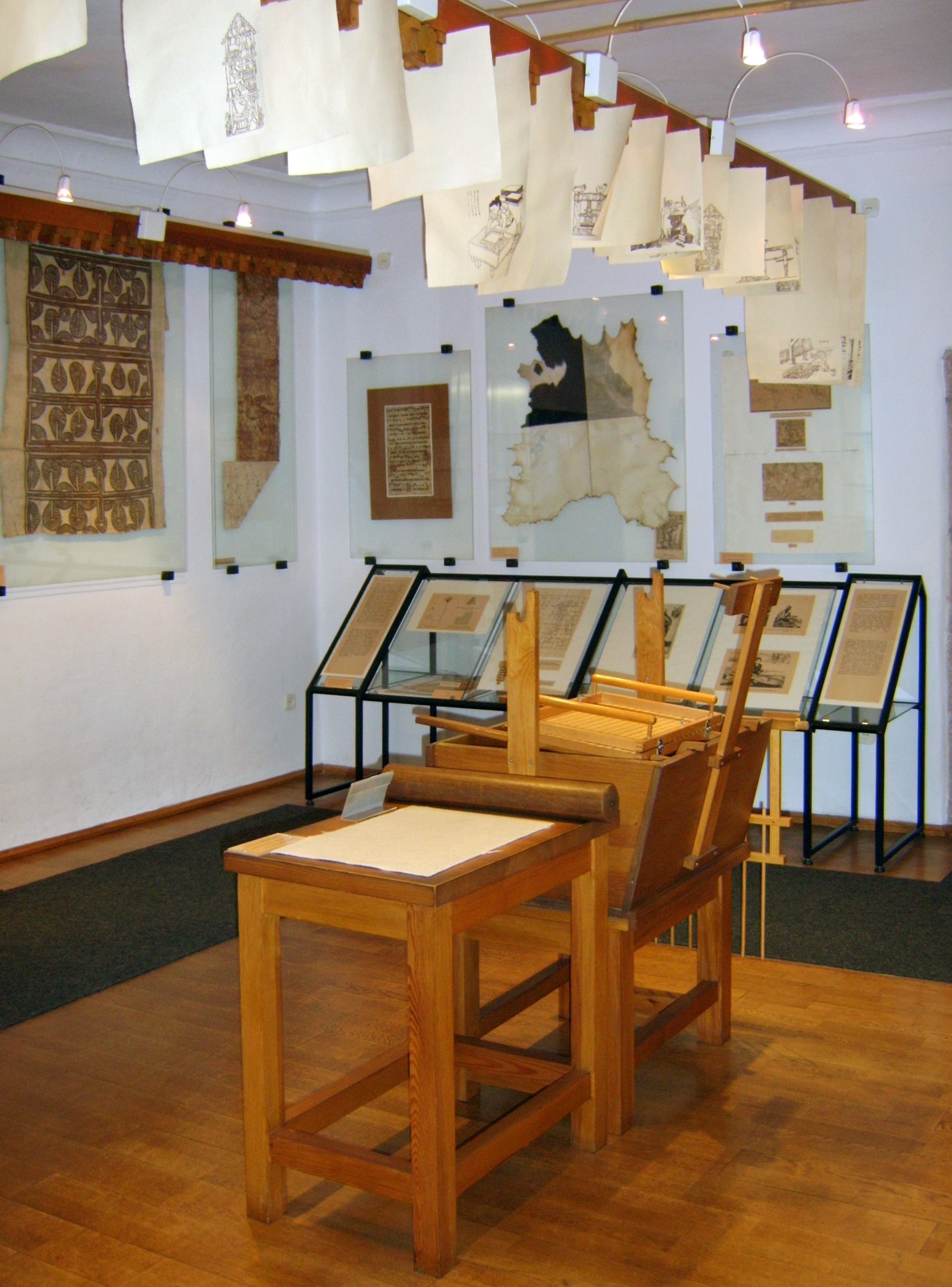
Ausstellungsraum

Nach dem Übergang an Polen infolge des Zweiten Weltkriegs 1945 stand die Papiermühle mehrere Jahre verlassen und verwahrloste. Erste Erhaltungsmaßnahmen erfolgten 1962 durch die staatliche Denkmalpflege. Am 26. Juli 1968 konnte ein Teil des Museum der Papierherstellung eröffnet werden. Drei Jahre später wurde die Papierschöpfanlage in Betrieb genommen, mit der für die Besucher die traditionelle Herstellung von handgeschöpftem Papier vorgeführt wird. Die Vorführung wurde schon bald zu einer Attraktion, die jährlich Tausende von Schülern und Touristen besuchen. Bei dem Hochwasser des Jahres 1998 wurde die Papierschöpfanlage stark beschädigt. Das reißende Wasser unterspülte das Fundament der Papiertrockenanlage und ließ Unmengen von Schlamm und Schmutz zurück. Die Folgen des Hochwassers konnten mit Mitteln der polnischen Regierung beseitigt werden. In den Jahren 2007–2008 wurde die Besichtigungsroute umgestaltet und an die Bedürfnisse von behinderten Menschen angepasst.
Seit 2001 wird in dem Museum jährlich ein Fest des Papiers veranstaltet. Es handelt sich um eine volksfestähnliche Veranstaltung zur Verbreitung der Kenntnisse über die Geschichte und die Bedeutung der Papierherstellung, der Druckerei, des Buchbinderhandwerks und der gegenwärtigen Kunst.
2016 wurde das Museum mit dem Sonderpreis des Kulturpreises Schlesien des Landes Niedersachsen ausgezeichnet.

### Dauerausstellung
Es ist die einzige erhaltene und bis heute funktionierende Anlage in Polen sowie eines der wenigen Objekte dieser Art in Mitteleuropa. Zu sehen sind u. a.:
- Das vorbildlich restaurierte, mit Schindeln überdachte Gebäude der Papiermanufaktur; ein weltweit einzigartiges Denkmal der Technik;
- Schauproduktion von handgeschöpftem Büttenpapier: „Holländer“, eine Vorrichtung zum Zerkleinern der Zellulosenmasse, Schöpfbottiche, -siebe, -pressen usw.;
- Ausstellung zur Entwicklung der Papierherstellungstechniken, u. a. mit Wasserzeichenpapierbögen, alten Schöpfsieben, Miniaturen der Papieranlagen und einer der weltweit größten Sammlung der Geräte zur Untersuchung der Papiereigenschaften;
- Ausstellung über die Geschichte der Druckerei;
- Ausstellung mit den originalen, großdimensionalen Papierherstellungsanlagen;
- Garten mit Faserpflanzen, die für die Papierherstellung nützlich sind.

Weitere Angebote:
- Die Besucher können eigenhändig ein Blatt Papier herstellen;
- für organisierte Besuchergruppen wird ein Museumsunterricht vor Ort organisiert;
- individuelle Besucher können an einem Workshop über das Papierschöpfen teilnehmen.

Im Museumsshop werden angeboten:
- Aquarellpapier, Zeichenpapier, Druckpapier und Schreibpapier in allen Größen bis zum Format A2;
- Kunstpapier, verziert mit für das Glatzer Land typischen Blüten und Kräutern;
- von Hand gesetzte und gedruckte Visitenkarten, Briefpapier und andere Produkte in allen Größen bis zum Format A3;
- spezielle Gedichtsalben, herausgegeben in kleinen Auflagen;
- auf Sonderbestellung Büttenpapier mit einem individuellen Wasserzeichen nach dem Entwurf bzw. der Vorstellung des Kunden.

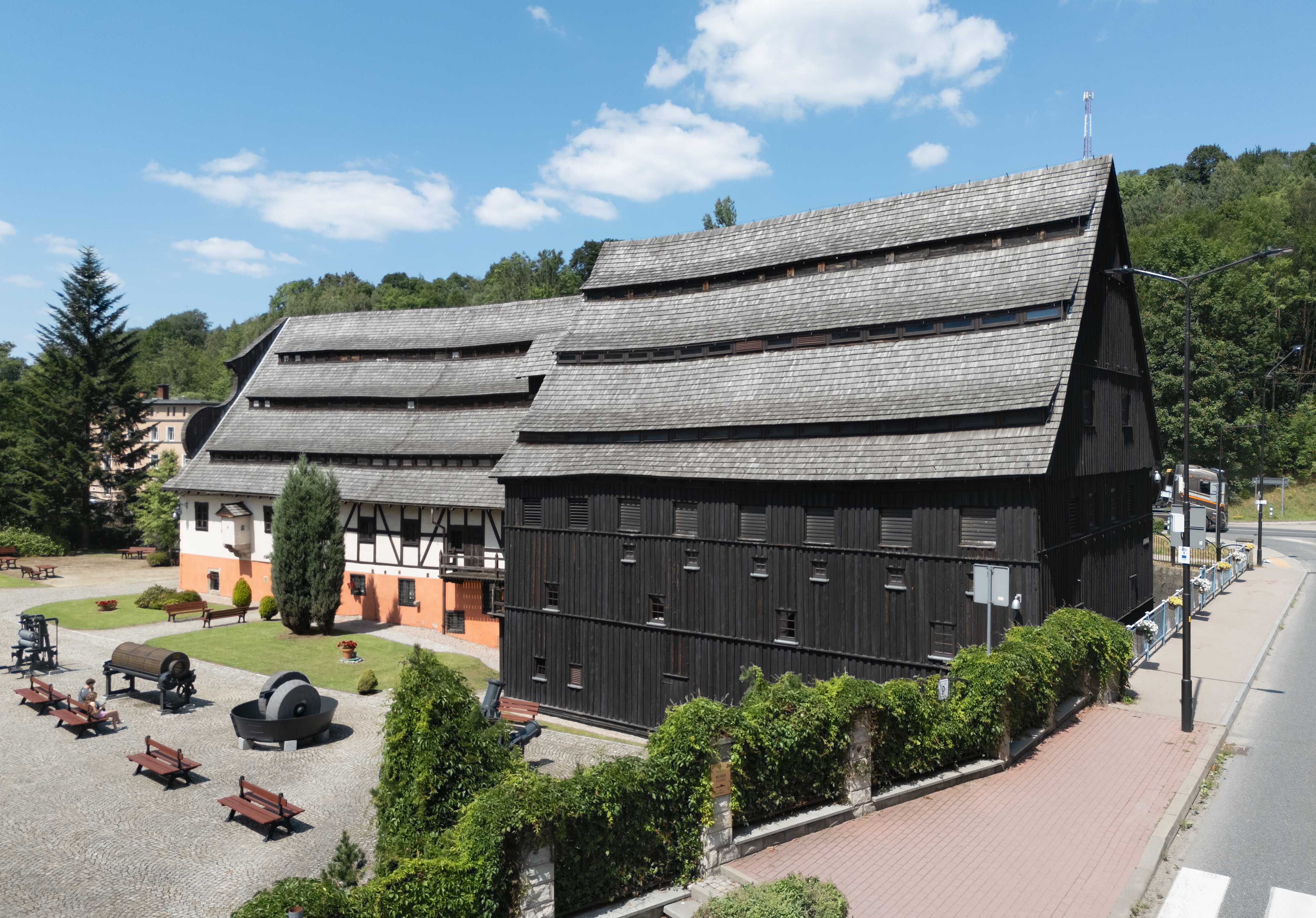
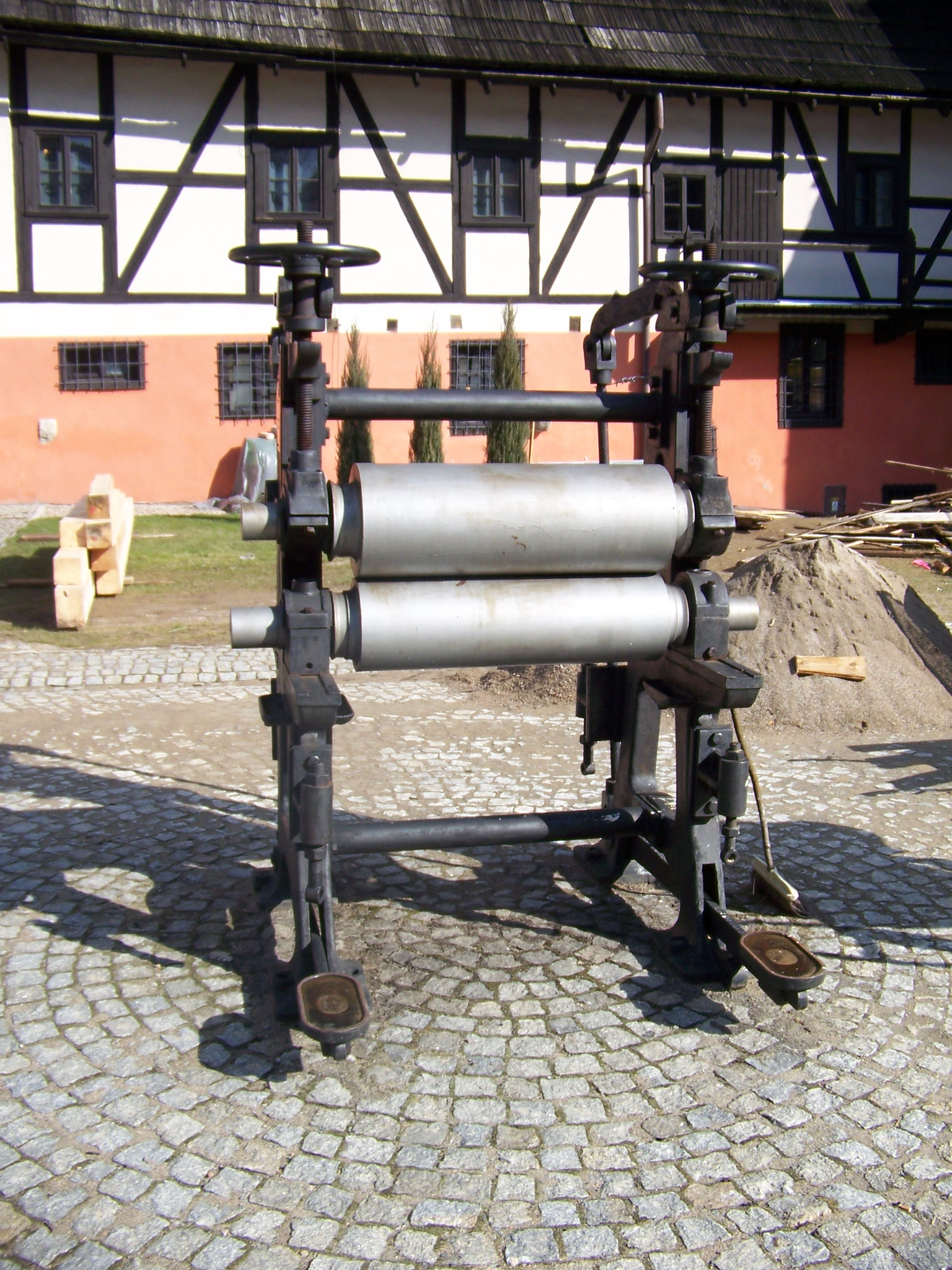
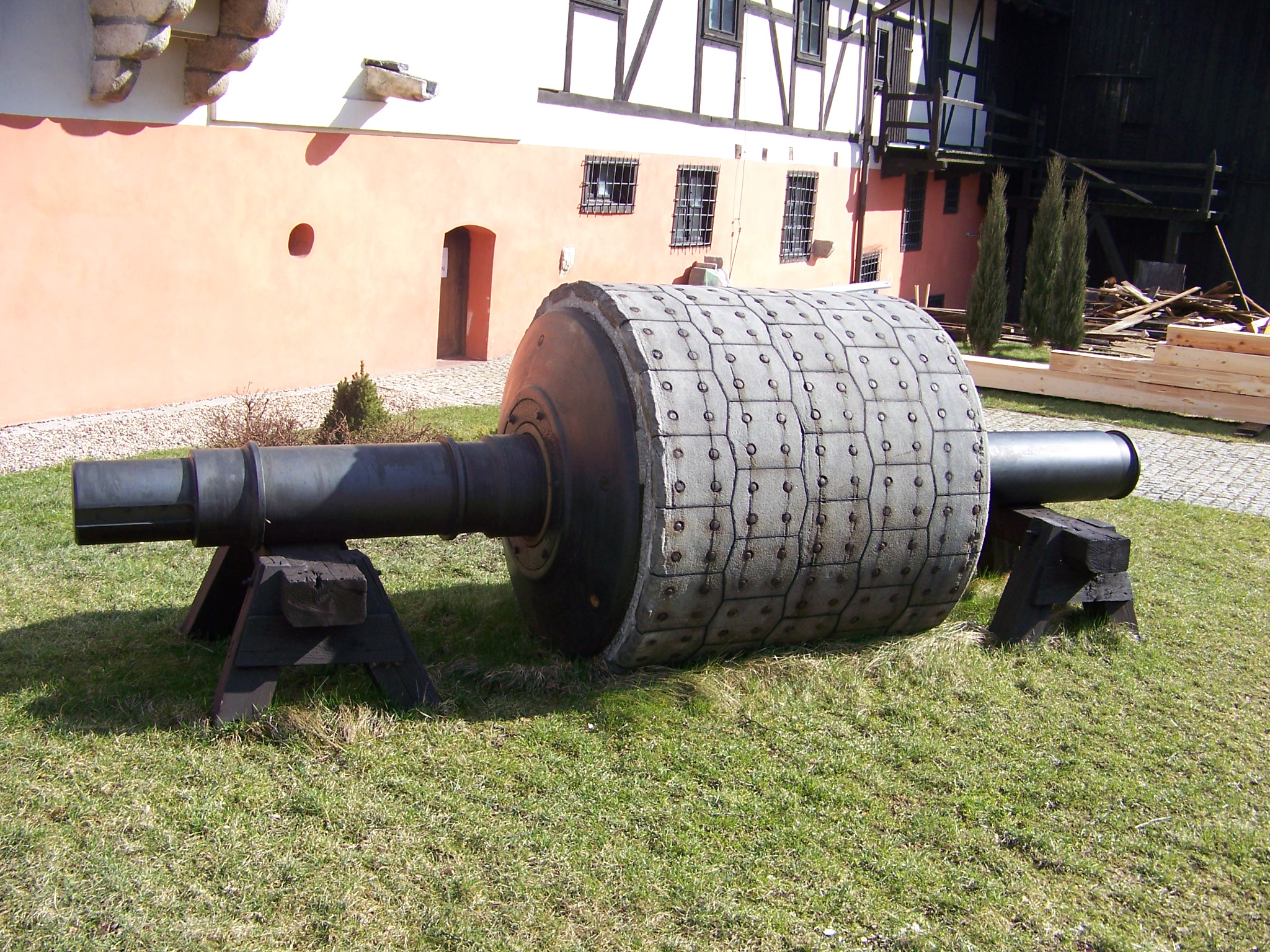
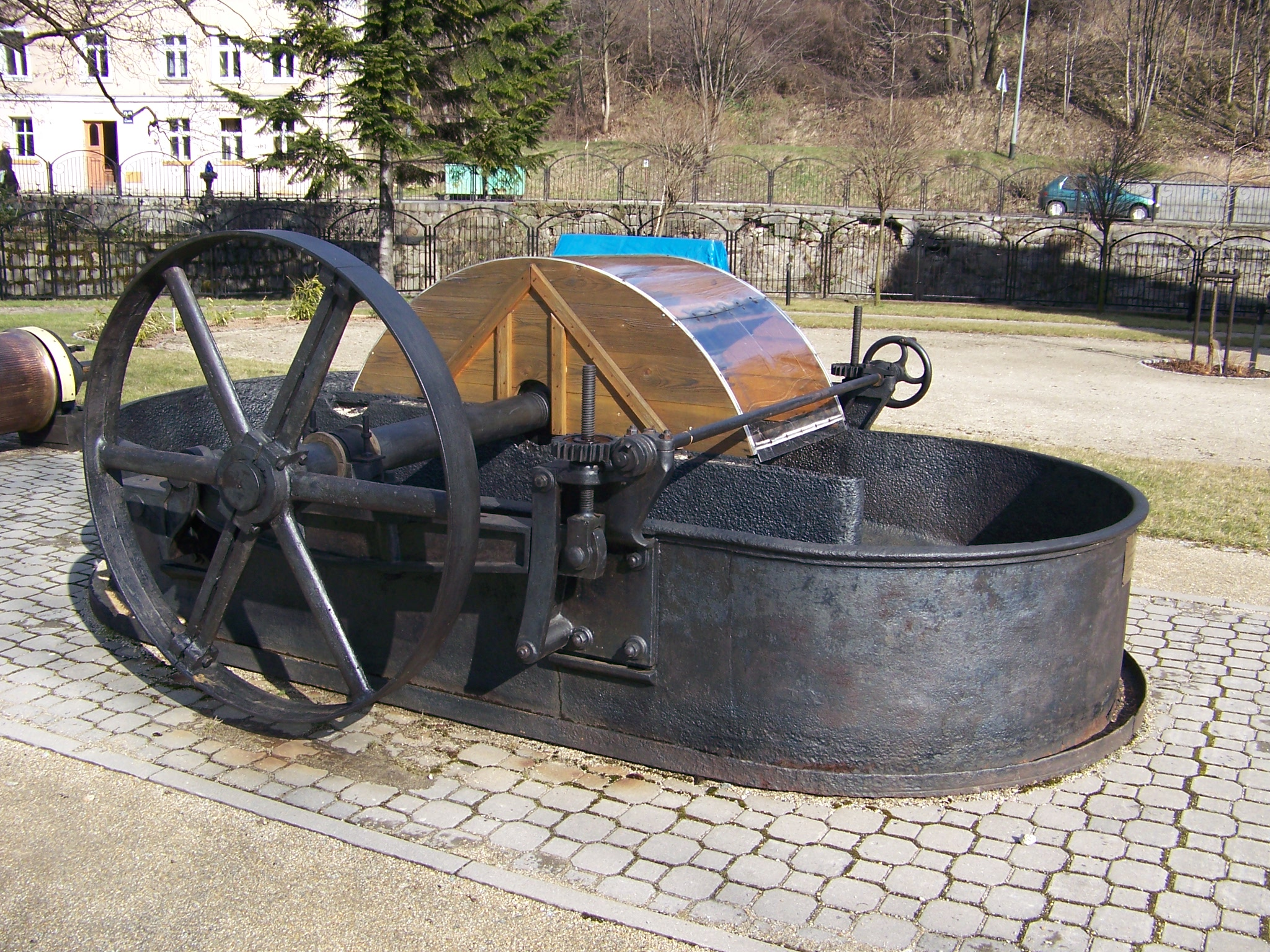
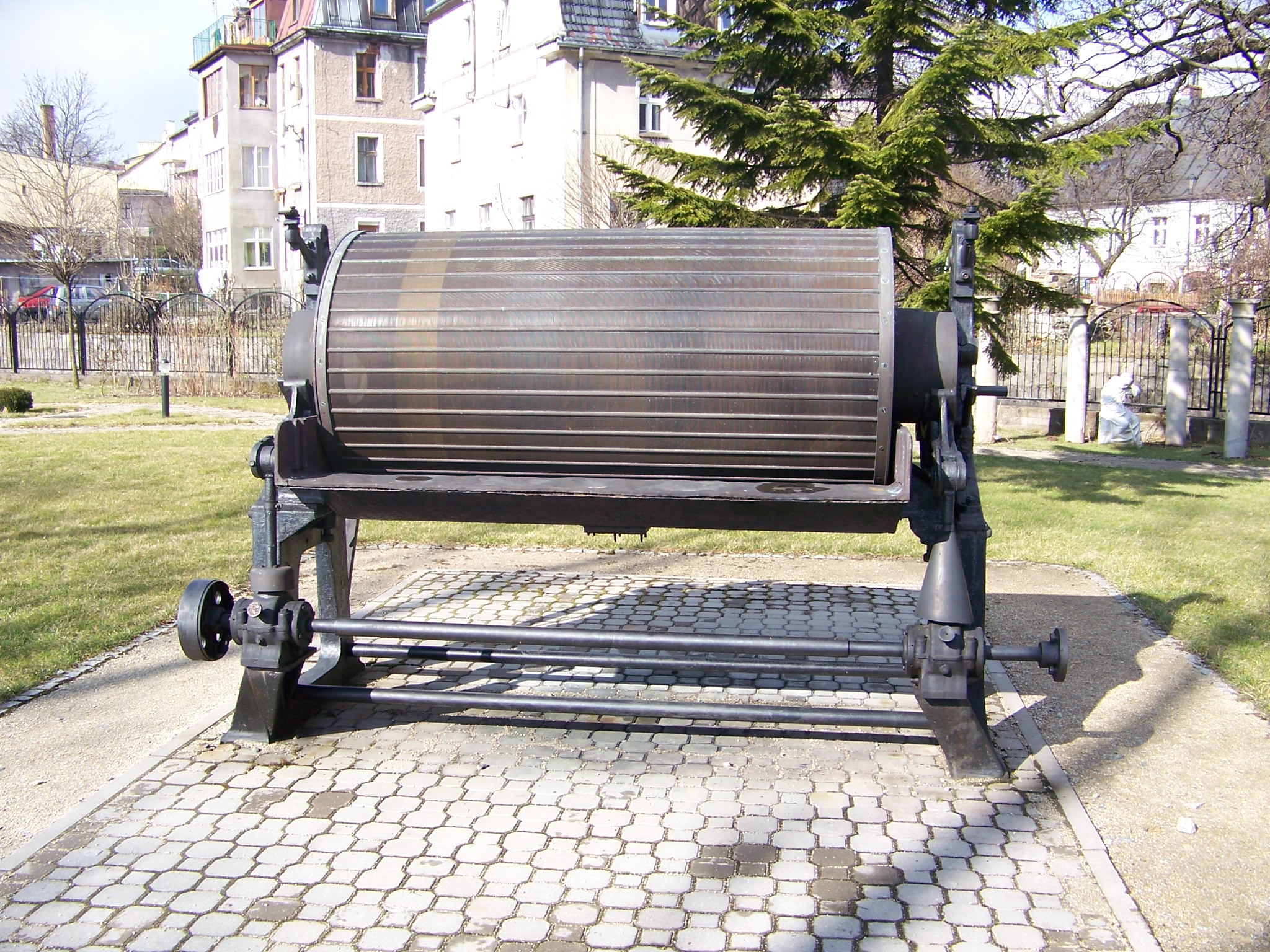